# Jana Novotná
Jana Novotná (Brno, Checoslovaquia; 2 de octubre de 1968-19 de noviembre de 2017) fue una tenista checa. Se la recuerda especialmente por ganar el título individual femenino de Wimbledon en 1998 y por llorar en el hombro de la Duquesa de Kent después de perder la final individual de 1993. Novotná también ganó 12 títulos de dobles del Grand Slam y 4 títulos de dobles mixtos del Grand Slam.

## Carrera profesional

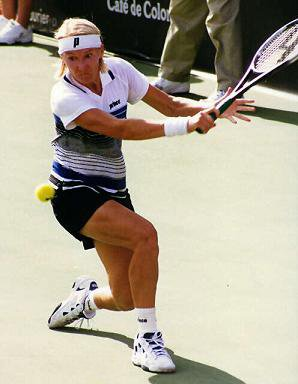
Jana Novotná jugando en Wimbeldon.

Jana Novotna debutó en el circuito profesional en 1986. En los primeros años de su carrera, fue conocida principalmente por sus éxitos como doblista. A principios de los 90, Novotna comenzó a cosechar éxitos también a nivel individual, una vez que la tetracampeona del Grand Slam Hana Mandlíková se convirtió en su entrenadora. Ambas contrajeron matrimonio en la alcaldía de Sídney en 1993, y se separaron en 1999.
Jana alcanzó su primera final individual del Grand Slam en 1991, en el Abierto de Australia, la cual perdería ante Monica Seles por 5-7, 6-3, 6-1.
Dos años más tarde, Novotna alcanzó su primera final individual en Wimbledon, donde se enfrentó a la tenista alemana Steffi Graf. Tras perder un apretado primer set, Jana se adelantó con un marcador 6-7, 6-1, 4-1, 40-15 a su favor. Con la victoria prácticamente en sus manos, perdió la concentración y comenzó a fallar golpes fáciles, algunas veces enviando la pelota fuera por bastante margen (incluyendo un desastroso remate que golpeó directamente la lona trasera de la pista). Steffi ganaría los siguientes cinco juegos y el título. Durante la ceremonia de entrega de trofeos, una afligida Novotná no pudo contener las lágrimas y lloró sobre el hombro de la Duquesa de Kent. La Duquesa la consoló diciéndole que estaba segura que Jana Novotná ganaría el título un día. Pero en aquel momento, muchos dudaban que esto llegara a ocurrir, dada la dramática manera en la que había perdido su partido ante Steffi Graf.
Le costaría cuatro años volver a alcanzar otra final en Wimbledon. En 1997, se enfrentó a la tenista suiza Martina Hingis. Novotná ganó el primer set. Pero después sucumbió ante los precisos passing shots de la joven suiza y perdería 2-6, 6-3, 6-3. No obstante, Novotná ganaría el Masters Femenino de 1997 y terminaría el año en la 2.ª plaza de la clasificación mundial, el puesto más alto que alcanzaría a lo largo de su carrera.
Su momento de la gloria en Wimbledon finalmente llegaría en 1998. Tras eliminar a una todavía joven Venus Williams en cuartos de final, Novotná vengaría su derrota en la final del año anterior derrotando a Hingis en semifinales. Finalmente, Novotná se haría con el título tras ganar en la final a la veterana tenista francesa Nathalie Tauziat por 6-4, 7-6.
Jana Novotná ganó 12 títulos de dobles del Grand Slam (cuatro en Wimbledon, tres en Roland Garros, tres en el US Open, y dos en el Abierto de Australia) y 4 títulos de dobles mixtos del Grand Slam (dos en el Abierto de Australia, uno en Wimbledon, y uno en el US Open). Terminó once años a la cabeza de la clasificación mundial de dobles.
Novotná formó parte del equipo de Checoslovaquia que ganó la Copa Federación en 1988. En los Juegos Olímpicos, Novotna consiguió la medalla de plata de dobles femeninos en 1988 y 1996, y una medalla de bronce en categoría individual en 1996.
Novotná se retiraría del circuito profesional en 1999. Durante sus 14 años como profesional, Jana ganó 100 títulos (24 en individuales y 76 en dobles). Jana entró en el Salón Internacional de la Fama del tenis en 2005. Falleció a los 49 años tras una larga lucha contra el cáncer en 2017.

## Años posteriores y muerte
Del año 2000 al 2002, Novotná fue comentarista en Wimbledon para la BBC. De 2006 en adelante, jugó en los torneos por invitación en dobles en Wimbledon, ganando en 2006, 2007, 2008 y 2014. En 2010 su pareja fue Martina Navratilova. También en el 2010, ayudó a Navratilova para el tratamiento del cáncer de mama. Jugó invitada en dobles para otro Grand Slam y también en eventos caritativos y de exhibición. Continúa como entrenador de jugadores, incluida a la campeona del Grad Slam Barbora Krejčíková.
Novotná vivió en Florida, Estados Unidos hasta 2010, cuando regresó a su nativa República Checa. Compró una gran propiedad en la Villa de Omice, cerca de su hogar en Brno, donde vivió con su pareja, el exjugador de tenis polaco Iwona Kuczyńska. Falleció de cáncer el 19 de noviembre de 2017 a la edad de 49 años. Mantuvo el diagnóstico de cáncer en forma privada, solo lo conocían sus amigas íntimas.

## Finales individuales del Grand Slam

### Títulos (1)
| Año  | Torneo    | Contrincante     | Resultado |
| 1998 | Wimbledon | Nathalie Tauziat | 6-4, 7-6  |

### Finales (3)
| Año  | Torneo               | Contrincante   | Resultado     |
| 1991 | Abierto de Australia | Monica Seles   | 5-7, 6-3, 6-1 |
| 1993 | Wimbledon            | Steffi Graf    | 7-6, 1-6, 6-4 |
| 1997 | Wimbledon            | Martina Hingis | 2-6, 6-3, 6-3 |

## Finales de dobles del Grand Slam

### Títulos (12)
| Año  | Torneo                  | Pareja                  | Contrincantes                     | Resultado     |
| 1989 | Wimbledon               | Helena Suková           | Larisa Neiland Natasha Zvereva    | 6-1 6-2       |
| 1990 | Abierto de Australia    | Helena Suková           | Patty Fendick Mary Joe Fernández  | 7-6, 7-6      |
| 1990 | Roland Garros           | Helena Suková           | Larisa Neiland Natasha Zvereva    | 6-4, 7-5      |
| 1990 | Wimbledon(2)            | Helena Suková           | Larisa Neiland Natasha Zvereva    | 6-4, 6-0      |
| 1991 | Roland Garros(2)        | Gigi Fernández          | Larisa Neiland Natasha Zvereva    | 6-4, 6-0      |
| 1994 | Abierto de EE. UU.      | Arantxa Sánchez Vicario | Katerina Maleeva Robin White      | 6-3, 6-3      |
| 1995 | Abierto de Australia(2) | Arantxa Sánchez Vicario | Gigi Fernández Natasha Zvereva    | 6-3, 6-7, 6-4 |
| 1995 | Wimbledon(3)            | Arantxa Sánchez Vicario | Gigi Fernández Natasha Zvereva    | 5-7, 7-5, 6-4 |
| 1997 | Abierto de EE. UU.(2)   | Lindsay Davenport       | Gigi Fernández Natasha Zvereva    | 6-3, 6-4      |
| 1998 | Roland Garros(3)        | Martina Hingis          | Lindsay Davenport Natasha Zvereva | 6-1, 7-6      |
| 1998 | Wimbledon(4)            | Martina Hingis          | Lindsay Davenport Natasha Zvereva | 6-3, 3-6, 8-6 |
| 1998 | Abierto de EE. UU.(3)   | Martina Hingis          | Lindsay Davenport Natasha Zvereva | 6-3, 6-3      |

### Finalista (11)
| Año  | Torneo                | Pareja                  | Contrincantes                      | Resultado     |
| 1990 | Abierto de EE. UU.    | Helena Suková           | Gigi Fernández Martina Navratilova | 6-2, 6-4      |
| 1991 | Abierto de Australia  | Gigi Fernández          | Patty Fendick Mary Joe Fernández   | 7-6, 6-1      |
| 1991 | Wimbledon             | Gigi Fernández          | Larisa Neiland Natasha Zvereva     | 6-4, 3-6, 6-4 |
| 1991 | Abierto de EE. UU.(2) | Larisa Neiland          | Pam Shriver Natasha Zvereva        | 6-4, 4-6, 7-6 |
| 1992 | Wimbledon(2)          | Larisa Neiland          | Gigi Fernández Natasha Zvereva     | 6-4, 6-1      |
| 1992 | Abierto de EE. UU.(3) | Larisa Neiland          | Gigi Fernández Natasha Zvereva     | 7-6, 6-1      |
| 1993 | Roland Garros         | Larisa Neiland          | Gigi Fernández Natasha Zvereva     | 6-3, 7-5      |
| 1993 | Wimbledon(3)          | Larisa Neiland          | Gigi Fernández Natasha Zvereva     | 6-4, 6-7, 6-4 |
| 1994 | Roland Garros(2)      | Arantxa Sánchez Vicario | Gigi Fernández Natasha Zvereva     | 6-7, 6-4, 7-5 |
| 1994 | Wimbledon(4)          | Arantxa Sánchez Vicario | Gigi Fernández Natasha Zvereva     | 6-4, 6-1      |
| 1996 | Abierto de EE. UU.(4) | Arantxa Sánchez Vicario | Gigi Fernández Natasha Zvereva     | 1-6, 6-1, 6-4 |

## Trayectoria en los torneos de Grand Slam
| Año  | Abierto de Australia | Roland Garros | Wimbledon | Abierto de EE. UU. |
| ---- | -------------------- | ------------- | --------- | ------------------ |
| 1986 | -                    | 1.ª ronda     | 1.ª ronda | -                  |
| 1987 | -                    | 3.ª ronda     | 4.ª ronda | 4.ª ronda          |
| 1988 | 1.ª ronda            | 1.ª ronda     | 2.ª ronda | 1.ª ronda          |
| 1989 | 3.ª ronda            | Cuartos       | 4.ª ronda | 2.ª ronda          |
| 1990 | 3.ª ronda            | Semifinal     | Cuartos   | Cuartos            |
| 1991 | Final                | Cuartos       | 2.ª ronda | 4.ª ronda          |
| 1992 | 4.ª ronda            | 4.ª ronda     | 3.ª ronda | 1.ª ronda          |
| 1993 | 2.ª ronda            | Cuartos       | Final     | 4.ª ronda          |
| 1994 | Cuartos              | 1.ª ronda     | Cuartos   | Semifinal          |
| 1995 | 4.ª ronda            | 3.ª ronda     | Semifinal | Cuartos            |
| 1996 | -                    | Semifinal     | Cuartos   | Cuartos            |
| 1997 | -                    | 3.ª ronda     | Final     | Cuartos            |
| 1998 | -                    | Cuartos       | Ganadora  | Semifinal          |
| 1999 | 3.ª ronda            | 4.ª ronda     | Cuartos   | 3.ª ronda          |

## Títulos individuales (24)
- 1988 - Adelaida
- 1989 - Estrasburgo
- 1990 - Albuquerque
- 1991 - Sídney, Oklahoma City
- 1993 - Osaka, Brighton
- 1994 - Leipzig, Brighton, Essen
- 1995 - Linz
- 1996 - Madrid, Zúrich, Chicago, Filadelfia
- 1997 - Masters WTA, Madrid, Leipzig, Moscú
- 1998 - Wimbledon, Linz, Eastbourne, Praga
- 1999 - Hannover

## Títulos de dobles (76)
- 1987 - Hamburgo (c.Kohde-Kilsch), Estrasburgo (c.Suire), San Diego (c.Suire)
- 1988 - Oklahoma City (c.Suire), Roma (c.Suire), Hamburgo (c.Scheuer-Larsen), Abierto de Canadá (c.Sukova), Mahwah (w/Sukova)
- 1989 - Wimbledon (c.Sukova), Miami (c.Sukova), Boca Ratón (c.Sukova), Brisbane (c.Sukova), Barcelona (c.Scheuer-Larsen), European Indoors (c.Sukova)
- 1990 - Abierto de Australia (c.Sukova), Roland Garros (c.Sukova), Wimbledon (c.Sukova), Miami (c.Sukova), Brisbane (c.Sukova), Sídney (c.Sukova), Indian Wells (c.Sukova), Boca Ratón (c.Sukova), Los Ángeles (c.G. Fernández)
- 1991 - Roland Garros (c.G. Fernández), Brisbane (c.G. Fernández), Chicago (c.G. Fernández), Hamburgo (c.Neiland), Washington D. C. (c.Neiland), European Indoors (c.A. Strnadova), Filderstadt (c.Navratilova), Filadelfia (c.Neiland)
- 1992 - Brisbane (c.Neiland), Light ‘n Lively (c.Neiland), Berlín (c.Neiland), Eastbourne (c.Neiland), San Diego (c.Neiland), Leipzig (c.Neiland), Brighton (c.Neiland)
- 1993 - Miami (c.Neiland), Osaka (c.Neiland), París Indoors (c.A. Strnadova), Roma (c.Sánchez-Vicario), Abierto de Canadá (c.Neiland)
- 1994 - Abierto de EE.UU. (c.Sánchez-Vicario), Delray Beach (c.Sánchez-Vicario), Light ’n Lively Doubles (c.Sánchez-Vicario), Hamburgo (c.Sánchez-Vicario), San Diego (c.Sánchez-Vicario)
- 1995 - Linz - Abierto de Australia (c.Sánchez-Vicario), Wimbledon (c.Sánchez-Vicario), Masters WTA (c.Sánchez-Vicario), Sídney (c.Davenport), Miami (c.Sánchez-Vicario), Delray Beach (c.MJ Fernández), Eastbourne (c.Sánchez-Vicario)
- 1996 - París Indoors (c.Boogert), Miami (c.Sánchez-Vicario), Hilton Head (c.Sánchez-Vicario), Madrid (c.Sánchez-Vicario), Eastbourne (c.Sánchez-Vicario), Filderstadt (c.Arendt)
- 1997 - Abierto de EE.UU. (c.Davenport), Masters WTA (c.Davenport), París Indoors (c.Hingis), Amelia Island (c.Davenport), Berlín (c.Davenport), Leipzig (c.Hingis)
- 1998 - Roland Garros (c.Hingis), Wimbledon (c.Hingis), Abierto de EE.UU. (c.Hingis), Miami (c.Hingis), Eastbourne (c.de Swardt), Abierto de Canadá (c.Hingis)
- 1999 - Miami (c.Hingis), Hilton Head (c.Likhovtseva), Abierto de Canadá (c.Pierce)